# 自由の橋
自由の橋（じゆうのはし）は、大韓民国京畿道坡州市にある臨津江に架かる鉄橋。臨津閣の近くにあり、臨津江に架かる橋のうち最も下流にある橋である。本来の名称は臨津江鉄橋。もともとは京義線の鉄道橋として建設されたもので、道路橋に転用されたのち、現在は再び鉄道橋として機能している。

## 沿革
かつてこの地点には京義線の上下線に対応した2本の橋が架けられていたが、朝鮮戦争時に爆撃を受けて破壊された。後に復旧され現在使われている橋は、かつての下り線の橋であり、上流側に上り線の橋の橋桁が残っている。1953年、朝鮮戦争の休戦協定が結ばれた後、捕虜1万3000人余りが橋を渡って南に帰還する際、「自由万歳」と叫んだことから、「自由の橋」の名で呼ばれるようになった。
道路橋に改修された橋は、かつては民間人出入統制区域、板門店へのアクセス道路であり、「南北を結ぶ道」として使用されていたが、新たに上流（北東）側に統一大橋が開通したことにより、主要な交通路からは外れた。
2000年から京義線の南北連結事業が始まると、再び鉄道橋として改修された。橋の上を通る京義線（臨津江駅 - 都羅山駅）は2002年に開通した。
2016年、破壊されたままだった上り線の橋を一部復元し、スカイウォークとして観光客に開放された。スカイウォークは民間人出入統制区域に跨がって掛けられているが、スカイウォーク内でのみ事前許可の必要なく立ち入ることができる。
橋の東側のたもと、臨津閣を含む臨津閣国民観光地 (ko:임진각국민관광지) には、道路橋時代の模様を再現した「自由の橋」のレプリカがある。

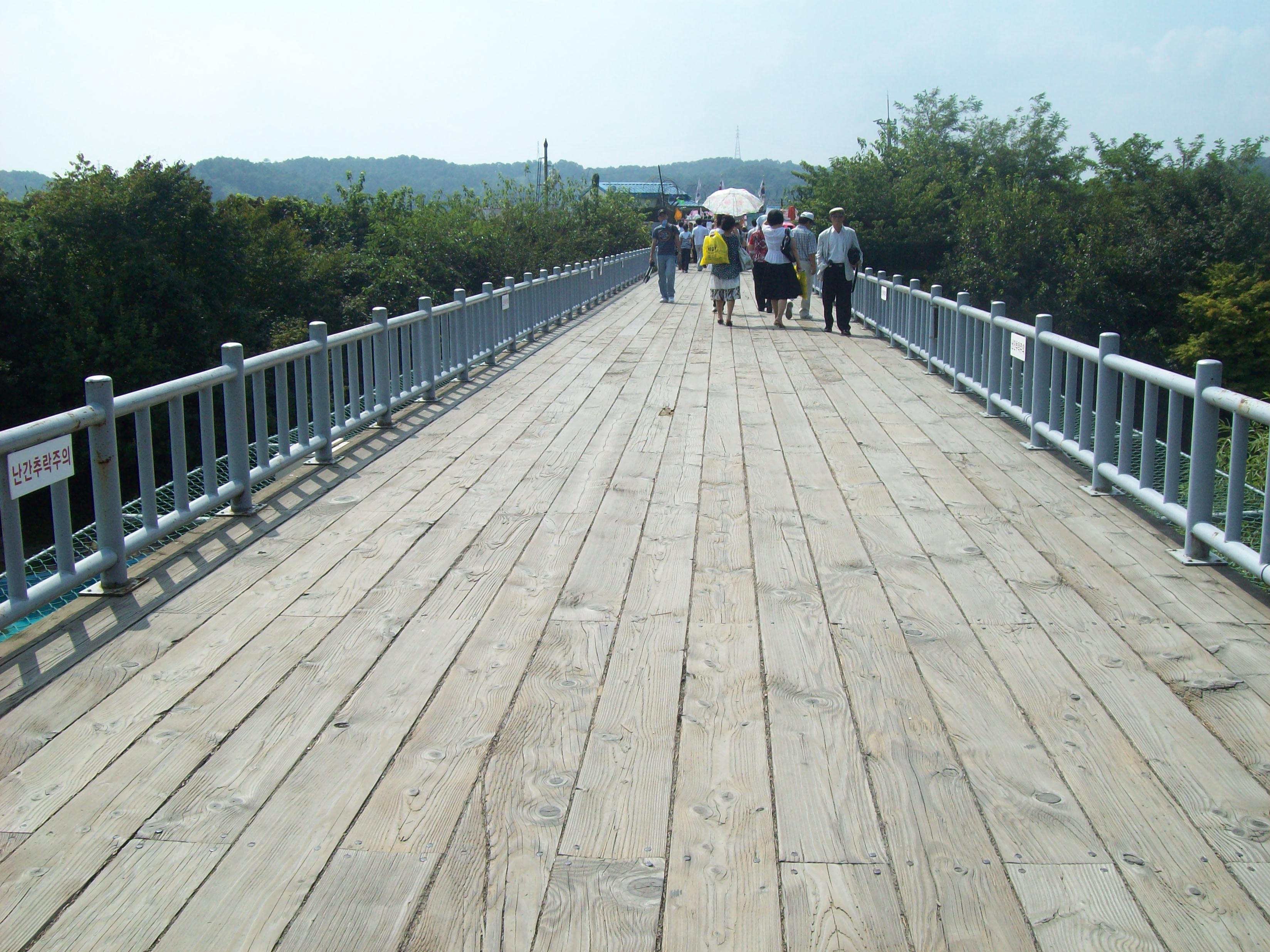
再現された「自由の橋」
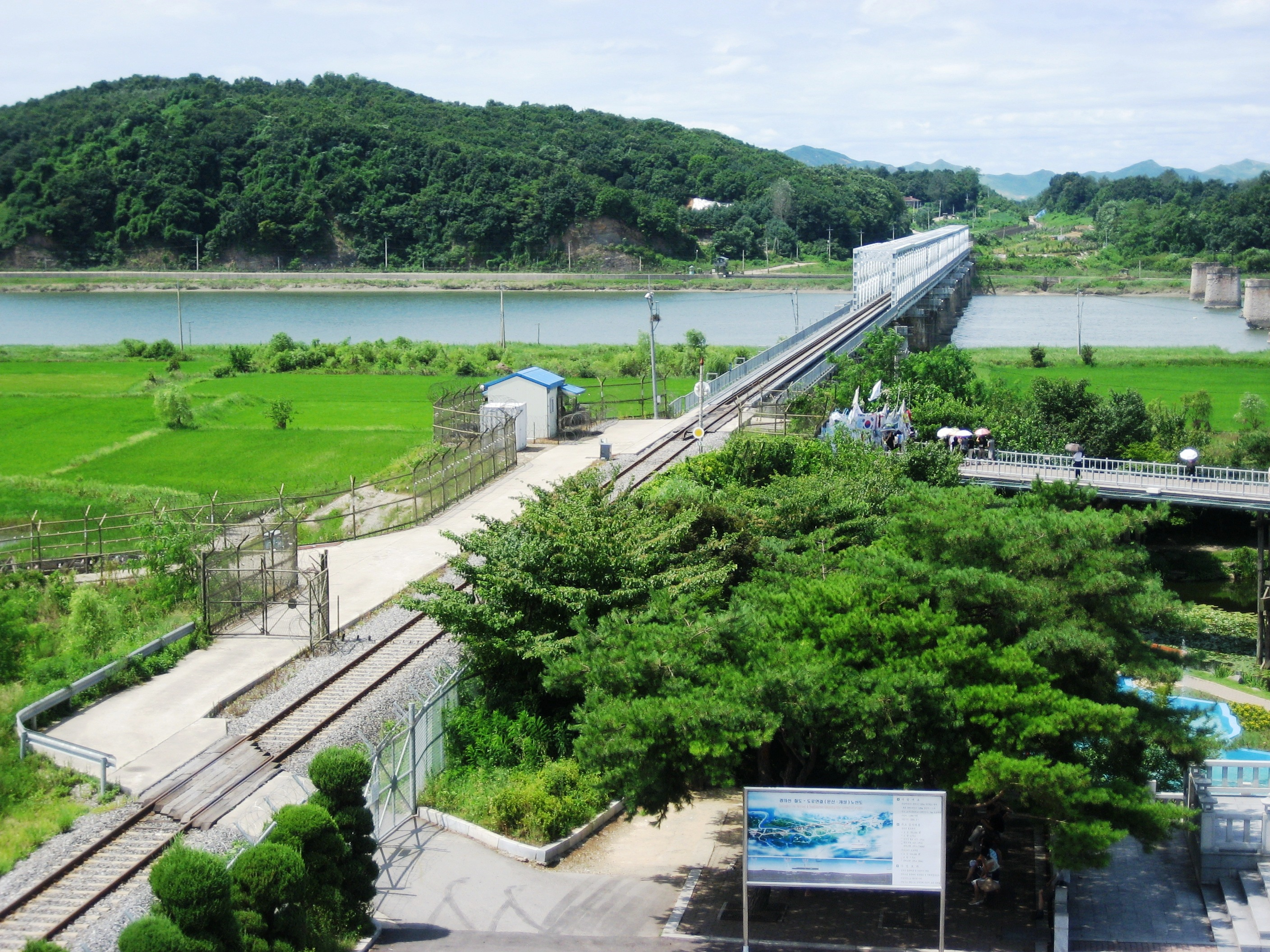
現在の鉄道橋と再現された道路橋、かつての上り線の橋桁との位置関係